# Wagon-tombereau
 (décembre 2019).
Si vous disposez d'ouvrages ou d'articles de référence ou si vous connaissez des sites web de qualité traitant du thème abordé ici, merci de compléter l'article en donnant les références utiles à sa vérifiabilité et en les liant à la section « Notes et références ».

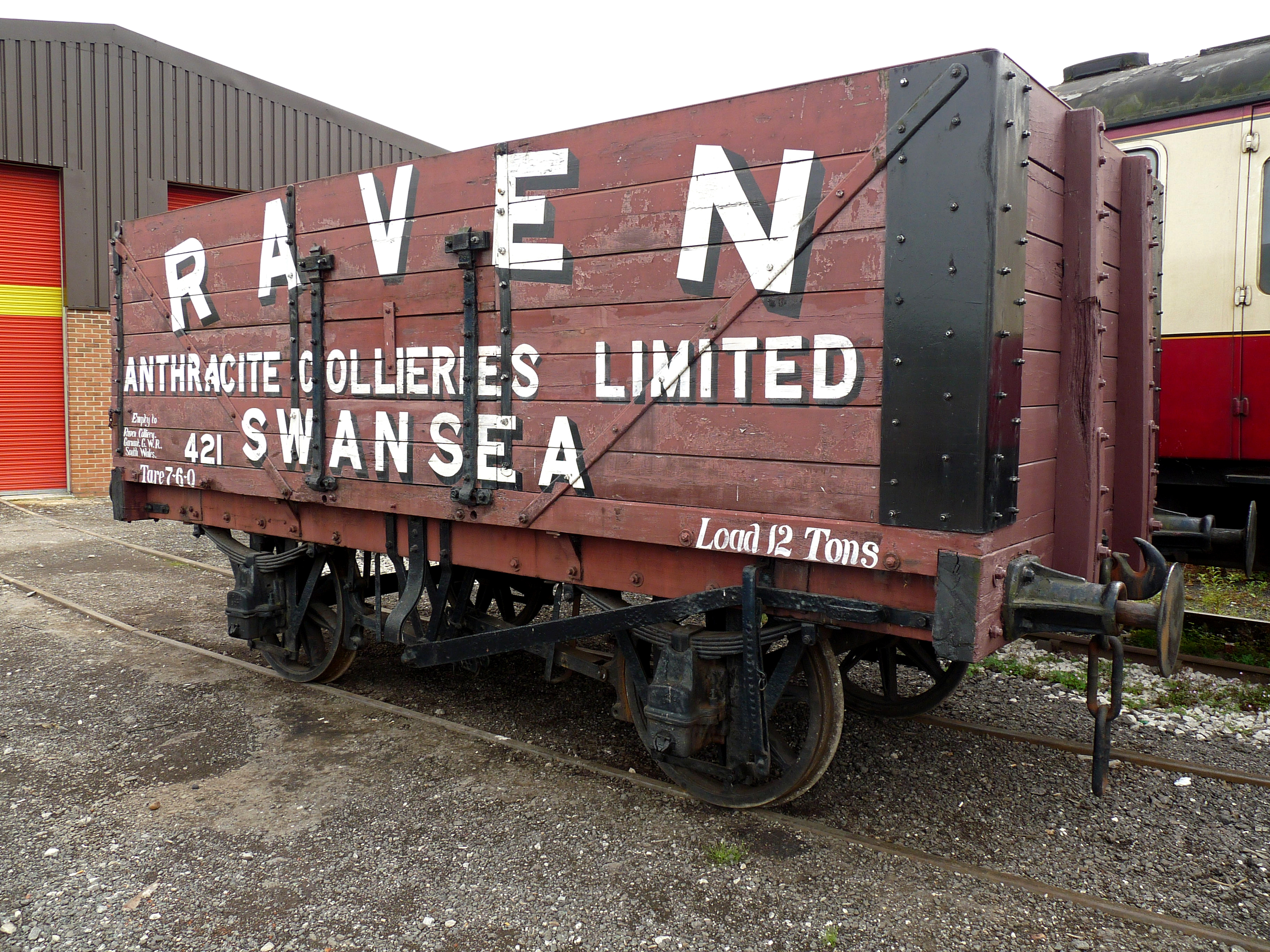
Un wagon-tombereau ancien.

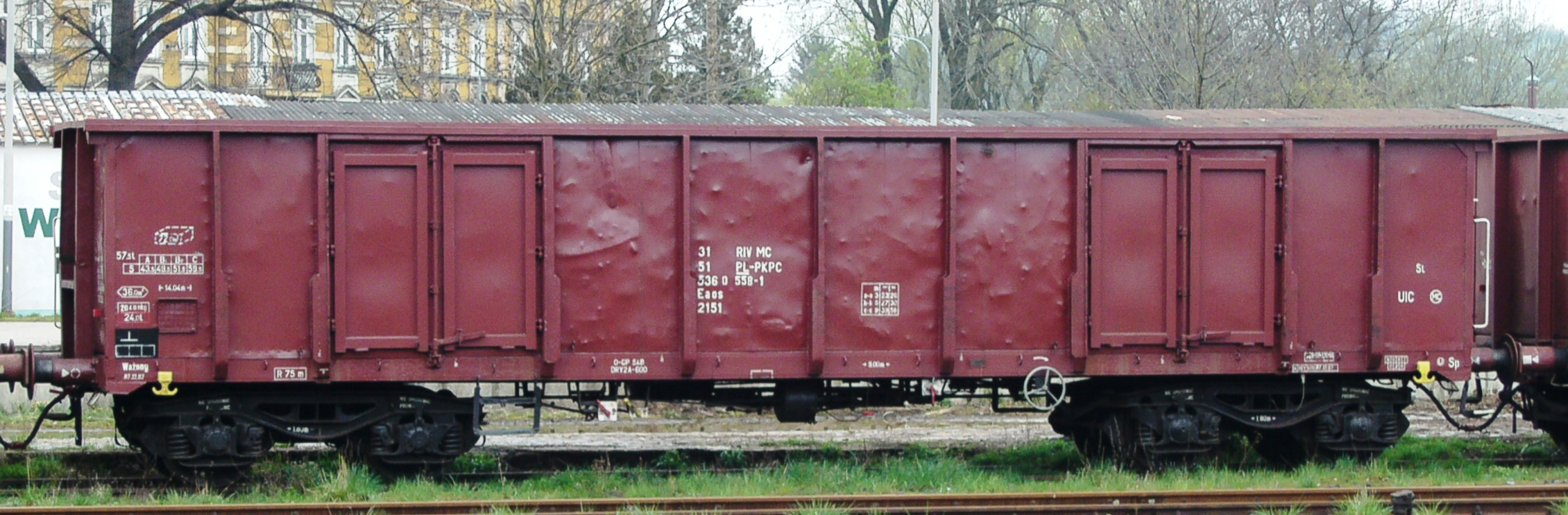
Un wagon-tombereau standard UIC.

Un wagon-tombereau est un wagon ferroviaire destiné au transport de marchandises en vrac. Ce nom de tombereau lui vient de la caisse qu'il porte. Les wagons-tombereaux appartiennent au type E de la classification UIC.

## Histoire
Historiquement, les wagons-tombereaux font partie du parc initial de beaucoup de compagnies. De même que les wagons couverts, leur usage est en baisse constante du fait de la diminution des marchandises en vrac. Plus anciennement, l'apparition des wagons trémies, facilitant les opérations de déchargement avait déjà contribué à l'élimination des wagons-tombereaux simples.

## Caractéristiques
Malgré leurs diverses spécialités, les wagons-tombereaux sont constitués de la même manière. Outre le châssis et les organes de traction, ils comportent une « caisse » métallique (autrefois en bois). Pour les opérations de manutention, ces wagons sont généralement équipés de portes à double-battant. Les wagons à essieux sont généralement munis d'une porte par face et ceux à bogies, de  deux. Tous les tombereaux disposent de crochets permettant de bâcher le wagon ou de fixer un filet pour empêcher que certains objets ne viennent à engager le gabarit de la voie.
Les marchandises transportées sont assez diverses : de la ferraille aux déchets ménagers en passant par les copeaux de bois. Ces wagons entrent également dans la composition des trains de travaux pour l'évacuation du vieux ballast, lors des chantiers de renouvellement voie ballast (RVB). Les caisses des wagons-tombereaux utilisés pour le transport de copeaux de bois ont leur hauteur prolongée par une courte rehausse orientée vers l'intérieur du wagon, et celles des tombereaux destinés au transport de ferrailles ont les parois ainsi que les rebords renforcés par des poutres soudés.
Selon les matières transportées, certains wagons-tombereaux sont équipés d'un système de bâchage mécanique ou souple.